# Болнице шкотских жена у Србији 1915.
Болнице шкотских жена у Србији 1915. (енгл. The Scottish Women’s Hospital) биле су добровољачке јединице састављене искључиво од жена, у саставу многобројних привремених медицинских установа у Краљевини Србији. Оне су по избијању Првог светског рата, основале неколико санитетских екипа. Ове болнице, као што јој и сам назив каже, оргнизовале су Шкотске жене по узору на сличне већ основане у Француској, Русији итд. Болнице су имала је за циљ, да пруже помоћ војним снагама савезника широм свих фронтова на којима се ратовало у Европи, а посебно у Краљевини Србији, која је након балканских ратова, ушла у нови рат мање наоружана, мање припремљена и са недовољним санитетом.
Највећи број енглеских санитетских мисија стигао је у зараћену Србију посредством Савеза шкотских женских друштава, насталог из једног прилично широког покрета за еманципацију женског света и стицање гласачких права, у Уједињеном Краљевству. Када је, 1914. године, почео Велики рат, из овог покрета, јула месеца, формирана је у Единбургу једна женска добровољачка санитетска јединица, да би се од 20. августа 1914. године шкотски женски покрет, односно његов Савез шкотских женских друштава, трансформисао у главни штаб — Болнице шкотских жена за службу у иностранству.
Под утиском нових сазнања, о неприликама у Србији на почетку Великог рата, докторка Елси Инглис (1864—1917), секретар Савеза шкотских женских друштава, понудила је српском посланству у Лондону да једну јединицу (Болницу шкотских жена) упути на српско ратиште. Како је на самом почетку Великог рата, на затражену медицинску и другу помоћ, од Међународног одбора Црвеног крста у Женеви, српска влада добила одговор, председника одбора Густава Адора, да, због рата, нема могућности да ова организација пружи помоћ и да она исту тражи од Црвеног крста других држава, понуду, др Елси Инглис српска влада прихватила је са захвалношћу. Тако је отпочео организовани рад Савеза шкотских женских друштава у Краљевини Србији, на Божић 2015.
У првим месецима 1915. године ...пристизале су и нове медицинске мисије и добро опремљене болнице, тако да су у току 1915. године у Србији радиле поред четири велике болнице Савеза шкотских женских друштава (Женске болнице, у Крагујевцу, Ваљеву, Лазаревцу, Младеновцу), и две велике енглеско-српске болнице у Крагујевцу и Скопљу.
Болнице шкотских жена су са српским народом и његовом војском пребродиле велику трауматску епидемију и епидемију пегавца 1914/1915, а један део њих повлачио се преко Албаније. Шкотланђанке су радиле у болницама шкотских жена у Крагујевцу, Ваљеву, Крушевцу, Лазаревцу, Младеновцу и Врању, али и са српском војском на Солунском фронту, Острову, Вертекопу, Драгоманцима, са Првом српском добровољачком дивизијом у Добруџи, али и са српским избеглицама у Ајачију на Корзици и болниици у Соланшу (у Француској, испод Алпа, западно од Шамонија намењеној за лечење туберулозних болесника). Да би на крају рата са Првом српском армијом победоносно ушле у Београд.

## Организационе припреме
Поред рада у Француској болнице Шкотских жена су посебно постале познате по својој активности у Србији, за коју је оцењено не само да је од стратешког значаја, већ и да је у посебно тешком положају у односу на друге савезнице.
Елионор Солто (dr Eleanor Soltau), била је међу првим је Шкотским женама која је дошла у Србију у јануару 1915. године, када се земљом шири епидемија тифуса. Већ почетком године она је основала и управљала првом ратном болницу, за њом су дошле и друге шкотланђанке појединачно, на личну иницијативи или у групама. Оне су радиле као лекарке, медицинске сестре или болничарке у оквиру Црвеног крста или сасвим независно. Екипа је у свом саставу имала и једног преводици новинарку српско-ирског порекла Ану Христић (Annie Christitch), по професији новинарку, која је радила за Дејли Експрес
Болница је била опремљена као хируршко одељење са 100 постеља, потпуно снабдевено свом потребном опремом, лековима и основним намирницама. Болницу шкотских жена, чинило је искључиво женско особље, (попут Болнице српског потпорног фонда, којим су, такође, управљале жене): пет лекара, медицинске сестре, болничарке и један возач амбулантних кола. Као преводилац је ангажована Ана Христић, млада новинарка српско-ирског порекла, која је имала задатак да подучава српски језик. Униформе су им биле тамносиве, дугачке, са тартанском траком око шешира и дугачким огртачем који је допирао до чланака.

### На путу за Србију
Прва јединица шкотских жена под управом др Елионор Солто испловила је бродом из Саутемптона децембра 1914. и допловила на Малту одакле је бродом „Нил” превежена до Атине, а потом до Солуна. Из солуна екипа је возом преко Скопља стигла у Ниш, одакле је након свечаног и топлог дочека прихваћена од представника српске владе и Црвеног крста и упућена до крајњег одредишта Крагујеваца у који је стигла на Правослани Божић (7. јануара) 1915. године.
Крагујевац, који је био и најтеже погођен епидемијом, и био у том периоду седиштве Врховне команде, након доласка, у град прве болнице жена Шкотске преузео је централно место, као највећи медицински центар у Краљевини Србији, у борби против епидемије.

### Прве активности и оснивање болнице
Екипа је бројала 30 припадника, који су са собом понели лекове и болничку опрему и кревете за лечење око 100 болесника. Ова јединица, требало је да у Крагујевцу оснује хируршку болницу, што је у најкраћем року она и учинила.
Након сагледавања ситуације у граду екипа се определила за смештај у згради основне школе, која је била десетак минута од куће у којој су становали. Зграда будуће болнице, свесрдним залагањем целе екипе шкотских жена, у наредних десетак дана је окречена, дезинфикована и у њој су размештени опрема и болеснички кревети.
Болница је је у свом саставу имала:
- 5 лекара,
- неколико медицинске сестра,
- неколико болничарки,
- једаног возача,
- већи број приучених болничара, заробљених ауустроугарских војника, касније придодатих б олници.

## Болница у пуном замаху
У Ваљево је Болница шкотских жена на челу са докторком Алис Хачинсон, дошла бројна, потпуно опремљена, са 40 шатора. Шест великих шатора служили су као болничке собе за оболеле а остали шатори за друге болничке потребе. Већи број мањих шатора био је намењени за апотеку, магацине, кухињу, купатила, санитарно одељење и просторије за спавање и дневни боравак особља.
Болница је у Ваљеву смештена на Крушику, у близини болнице Петог пука која им је обезбеђивала у почетку све што им је било потребно.
Прве пацијент њих 250, болница је примила одмах по доласку, да би на до пролећа 1915. године збринула 650 рањеника и болесних Срба и аустријских заробљеника. Стални све већи прилив великог броја рањеника, још више је погоршала епидемијом пегавог тифуса која се као пошаст ширила Србијом. А у окружењу болнице владало је овакво стање по опису америчког новинара Џона Рида:
„Мноштво рањених и болесних било је на улицама које су биле испуњене колима са воловском запрегом, на којима су лежали рањеници са преломима, тешким ранама главе и трбуха, изложени леденој киши и мразу. Унутар болничких зидова било је још горе – на поду су, на простртим ћебадима, лежали збијени један до другог тешки рањеници поред болесника од пегавца, а неки међу њима већ су били мртви. Завоји су били прљави и данима нису мењани.“

### Проблеми у раду и њихово решавање
Докторка Солто иако озбиљно забринута размерама епидемије која је погодила Србу, са својим припадницама екипе, трудила се несебично да све случајеве збрине даноноћним радом са мало одмора у ретким паузама између две колоне болесника. И поред надчовечанских напора оне нису могле да прихвате све рањенике и болеснике од пегавца, који су као река стизали у њихову болницу.
Хигијенске прилике су постајале све нехигијенскије, оскудица хране и лекова све већа и тежа. Др Солто је у овој безизлазној ситуацији слала непрестано телеграме са молбама свом главном штабу у Единбургу и др Инглис,
Очајнички тражећи да јој се пошаљу болничарке и да се помогне Ваљеву, које је било највећи болнички центар на самој војишној просторији. У овом граду, где је у једном тренутку било преко 5.000 болесника и рањеника, стопа смртности износила је 70% – умирало је око 150 људи дневно.
Фебруара и марта 1915. године епидемија пегавца достигла је свој врхунац. Дневно је у болницама Србије примано 1.000 до 2.500 нових болесника. Умирало је на десетине, на стотине, па је и престало да се води евиденција умрлих.
Убрзо се болница проширила и на околне куће, а мањак кадра надомештен је ангажовањем већег броја аустријских заробљеника који су радили као болничари и обављали и друге тешке послове. За смешта рековалесцената, болници су додељен пет кафане у граду у које је смештено од 400-500 болесника.
Једна од чланица мисије, Беси Сатерленд је оболела од пегавца и умрла у Ваљеву 26. септембра 1915. године.  Док се Др Мери Филипс, која  је од јуна 1915. године радила у Другој јединици Болнице шкотских жена у Ваљеву (као лекарски помоћник др Алис Хачинсон), разболела па је 1. септембра 1915. године враћена у домовину на опоравак.

### У окупираној Србији
У јесен 1915. године, аустро-немачко-бугарска коалиција напала је Србију. Пресечен је моравско-вардарски правац, као веза српске војске са Грчком. У таквој, безизлазној ситуацији, војска и народ били су принуђени да се повлаче према Косову, а потом, преко Проклетија, и Албаније ка јадранском приморју.
Од стране српске владе издата је наредба за евакуацију и страним медицинским мисијама у Србији. Већина мисија, на челу са др Елси Инглис, одбила је да изврши ову наредбу.
Сви покретни болесници били су отпуштени, чак и они тешко покретљиви, али самопожртвоване младе Британке нису желеле да дозволе да пацијентима овлада страх, да ће бити препуштени на милост и немилост непријатељу: „…ако ћемо помагати Србима, сада морамо остати на својим местима. Ми смо лекарке и болничарке – ни под којим условима не можете нас натерати да напустимо рањенике у нашим болницама. Нисмо овамо послате да се повучемо на први знак опасности.
Окупација Србије затекла је; др Елси Инглис и њене болнице у Крушевцу, а леди Лејлу Пеџет у Скопљу. Новембра 1915. припаднице Болница шкотских жена имале су тежак избор: да се повуку преко Албаније са српском војском, или да падну у заробљеништво. Део њих се вратио у домовину, део одлучио да остане, уз српске рањенике али и уз рањене Аустријанце, а део да крене у албанску голготу.
Део особља који је желео да остане са др Елси Инглис у Србији у Крушевцу се поделио у две групе:
- Прву групу која је са најквалитетнијом опремом из Крагујевца ушла у састав болничце у једној крушавачкој школи.
- Другу групу која је, преузела један анекс, војне болнице српске војске Цар Лазар (са преко 900 пацијената.[8]

Залихе хране и лекова полако су се смањивале, а живеле су у изолацији, без правих и истинитих информација, уз разне гласине. Како су др Инглис, и њене сараднице одбијала да потпишу изјаву о окупаторовој благонаклоности према домаћем становништву...
...Аустријанци су одбијали да припадницима Болница шкотских жена признају статус ратних заробљеника, са правима које је гарантовала Женевска конвенција.
Временом рад у крушевачким болницама се све више смањивао, јер није било нових прилива, а српски рањеници чим би мало заздравили, одвођени су у заробљеничке логоре.
Након вишемесечног рада савезничких болница у окупираној Србији, почетком марта 1916. године, преко Међународног Црвеног крста извршена је репатријација свих чланова савезничких медицинских мисија. Тако се Евелина Хаверфилд, са осталим чланицама Шкотских жена, вратила у Енглеску, преко Мађарске, Аустрије (Беча), Швајцарске и Француске.

### Одлазак у албанску голготу
Део Шкотланђанки из Болница шкотских жена, њих око 40, донело је одлуку да крене у албанску голготу заједно са војском и избеглим становништвом. Пре поласна поделиле су се у две групе; прву групу водила је Беатрис Макгрегор, а другу Вилијам Смит (сликар аматер), траспортни официр и један  
од ретких мушкараца у Болници шкотских жена. На том крвавом путу Шкотланђанке су се показале изузетно храбро и достојанствено и уз само једну жртву, Каролајн Тафи, која је погинула у саобраћајној несрећи због превртања возила, стигле на јадранску обалу, на ивици снага. 
Даље активности Шкотланђанки, према писању Л. Хиршфелда одвијала су се овако...
..у Скадру су се опростили са српском војском која није желела да преузме даљу одговорност за њихове животе. Одговорност је, у име Србије, преузео лорд Ралф Пеџет. Сви су се окупили у једном малом пристаништу на албанској обали – Сан Ђовани ди Медуа, чекајући даљу евакуацију. Требало је по сазнањима Пеџета, да ту пристане амерички брод и да покупи само жене (САД су још увек биле неутралне). Одлучено је на заједничком састанку да мушкарци крену пешке до Драча и Валоне, а да жене остану да чекају. Уместо америчке лађе, стигла је италијанска, Бриндизи и превезла их у Италију. Мушкарци, енглески, руски лекари и други, који су пешке већ били напустили Сан Ђовани ди Медуа, стигли су после месец дана у Драч и даље у Бари и Италију.